# Władcy Jordanii
Lista władców Jordanii z dynastii Haszymidów

## Emirat Transjordanii(1921-1946)
| # | Imię                                 |  | Urodzony        | Zmarł                    | Początek panowania | Koniec panowania | Rodzice                                                 |
| - | ------------------------------------ |  | --------------- | ------------------------ | ------------------ | ---------------- | ------------------------------------------------------- |
| 1 | Abd Allah I عبد الله الأول بن الحسين |  | luty 1882 Mekka | 20 lipca 1951 Jerozolima | 1 kwietnia 1921    | 25 maja 1946     | Said Husajn ibn Ali (król Hidżazu) Abdiya bint Abdullah |

## Królestwo Transjordanii(1946-1949), następnieJordanii(od 1949)
| # | Imię                                  |  | Urodzony                | Zmarł                    | Początek panowania | Koniec panowania             | Rodzice                                                 |
| - | ------------------------------------- |  | ----------------------- | ------------------------ | ------------------ | ---------------------------- | ------------------------------------------------------- |
| 1 | Abd Allah I عبد الله الأول بن الحسين  |  | luty 1882 Mekka         | 20 lipca 1951 Jerozolima | 25 maja 1946       | 20 lipca 1951                | Said Husajn ibn Ali (król Hidżazu) Abdiya bint Abdullah |
| 2 | Talal I طلال بن عبد الل               |  | 26 lutego 1909 Mekka    | 7 sierpnia 1972 Stambuł  | 20 lipca 1951      | 10 sierpnia 1952 (abdykował) | Abd Allah I Musbah bint Nasir                           |
| 3 | Husajn I حسين بن طلال                 |  | 14 listopada 1935 Amman | 7 lutego 1999 Amman      | 10 sierpnia 1952   | 7 lutego 1999                | Talal I Zajn asz-Szaraf Talal                           |
| - | Regent Jordanii Naif ibn Abdullah     |  | 14 listopada 1914       | 12 października 1983     | 10 sierpnia 1952   | 14 listopada 1953            | Abd Allah I ibn Husajn Suzdil Khanum                    |
| 4 | Abd Allah II عبدالله الثاني بن الحسين |  | 30 stycznia 1962 Amman  | nadal żyje               | 7 lutego 1999      | nadal panuje                 | Husajn I Muna al-Hussein                                |

### Następca tronu
| # | Imię                                          |  | Urodzony              | Zmarł      | Początek następstwa                    | Koniec następstwa   | Rodzice                        |
| - | --------------------------------------------- |  | --------------------- | ---------- | -------------------------------------- | ------------------- | ------------------------------ |
| - | Hamza ibn Husajn حمزة بن الحسين               |  | 29 marca 1980 Amman   | nadal żyje | 1999 (z woli Króla)                    | 2004 (z woli Króla) | Husajn I Noor                  |
| - | Husajn ibn Abd Allah الحسين بن عبدالله الثاني |  | 28 czerwca 1994 Amman | nadal żyje | 2004 (z mocy Konstytucji i woli Króla) | nadal               | Abd Allah II Rania al-Abdullah |